# ایهو (دوره)

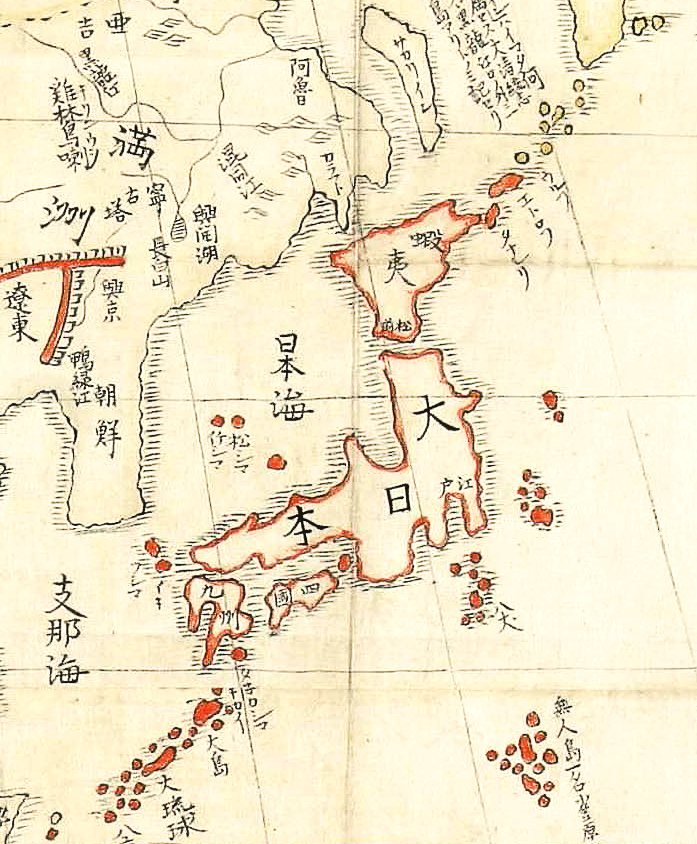
نقشه امپراطوری شیراکاوا(پادشاه ژاپن) در سالهای ۱۰۸۱تا۱۰۸۴

ایهو (به ژاپنی: 永保 Eihō) نام یک عصر تاریخی ژاپنی (نِنگُو) بود. این عصر بعد از جوریاکو و قبل از اوتوکو قرار داشت و از فوریه ۱۰۸۱ تا آوریل ۱۰۸۴ میلادی به طول انجامید. در طی این عصر امپراتور شیراکاوا، امپراتور ژاپن بود.